# زیردریایی یو-۴۸۲
زیردریایی یو-۴۸۲ (به انگلیسی: German submarine U-482) یک زیردریایی بود که طول آن ۶۷٫۱ متر (۲۲۰ فوت ۲ اینچ) بود. این زیردریایی در سال ۱۹۴۳ ساخته شد.